# Licht und Schatten (polka)
Licht und Schatten (Ljus och skuggor), op. 374, är en polkamazurka av Johann Strauss den yngre. Den framfördes första gången i mitten av oktober 1875.

## Historia
Efter den stora framgången med sin tredje operett Läderlappen fick Johann Strauss rådet från vänner och journalister att nästa gång välja ett ämne som utspelades i hemstaden Wien. Librettisterna Camillo Walzel och Richard Genée utgick från en påstådd händelse som ägde rum i Wien 1783 vid 100-årsfirandet av stadens befrielse från turkarna: den italienske äventyraren och ockultisten Alessandro Cagliostro besökte Wien och duperade hela staden med sina bedrägliga tricks. Men det goda samarbetet mellan text och musik, som hade varit så påtaglig i Läderlappen, saknades nu helt. Premiären av Cagliostro in Wien, som ägde rum på Theater an der Wien den 27 februari 1875, blev visserligen en stor framgång men operetten framfördes endast 56 gånger. 
Journalisten Ludwig Speidel skrev i Fremden-Blatt den 2 mars 1875: "När det rätta krävs av Johann Strauss kan man spåra hans genidrag". Sådana "genidrag" märks i de sex separata orkesterverk som Strauss arrangerade utifrån musik från operetten då de alla har överlevt operetten och framförs regelbundet. Ett av dessa verk var polkamazurkan Licht und Schatten, vars titel inte hade någon anknytning till operetten. Polkan stod på programmet då Johanns yngre bror Eduard Strauss dirigerade en konsert i Musikverein den 17 oktober 1875. Den bar beskrivningen "ny", vilket innebar att det första framförandet måste ha ägt rum minst en vecka tidigare. Polkan är tillägnad "Det Kunstjüngerin Fräulein Marianne Preindelsberger" (som gift Marianne Stokes 1855-1927). 
Musiken i polkan är uteslutande tagen från akt II och polkans huvudtema (1A och 1B) återfinns i "Romanze" och trio-delen (2A och 2B) i finalen.

## Om polkan
Speltiden är ca 3 minuter och 33 sekunder plus minus några sekunder beroende på dirigentens musikaliska tolkning.
Polkan var ett av sex verk där Strauss återanvände musik från operetten Cagliostro in Wien:
- Cagliostro-Quadrille, Kadrilj, Opus 369
- Cagliostro-Walzer, Vals, Opus 370
- Hoch Österreich!, Marsch, Opus 371
- Bitte schön!, Polka-francaise, Opus 372
- Auf der Jagd, Polka-Schnell, Opus 373
- Licht und Schatten, Polkamazurka, Opus 374